# حجر العقد

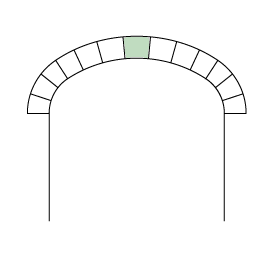
موقع حجر العقد في قوس البناء.

حجر العقد أو الحجر التتويجي (بالإنجليزية: Keystone أو Capstone) هو قطعة من الحجر تقع على الزاوية الرأسيّة على قمّة قوس البناء، أو على قمّة القنطرة. في كلتا الحالتين، هو القطعة النهائيّة التي تُوضع أثناء البناء وتغلق جميع الحجارة في وضع يسمح للقوس أو القبو لتحمّل الأوزان.
غالبًا ما يتم توسيع حجر الزاوية في كل من الأقواس والأقبية نتيجةً للمتطلبات الإنشائيّة، ويتم زخرفتها بطريقة ما، كما تتموضع في منتصف قمّة الفتحات، مثل الأبواب والشبابيك، وذلك أساسًا للتأثير الزخرفي. وعلى الرغم من أن قوس البناء أو القبو لا يمكن أن يكون ذاتيّ الدعم حتى يتم وضع حجر العقد، إلا أن حجر العقد يتعرض لأقل إجهاد من أي جزء في لبنة العقد، نظرًا لموقعه في الزاوية الرأسيّة بالقمّة.
تجدر الإشارة إلى أن عدد من المعماريين المعاصرين لم يعتمدوا في تصميمهم لقوس البناء على حجر العقد، حيث استغنوا عنه. مثال على ذلك، بوابة جامعة بغداد التي قام بتصميمها المعمار الألماني والتر غروبيوس في ستينيات القرن العشرين، حيث أظهر أنه مع استخدام الخرسانة يمكن أن ترمز الأقواس إلى حرية التعبير عن الشكل دون الاعتماد على حجر العقد.
العقد هو أحد الأنواع الأساسية للاسطح المعمارية. وهو نظريا سلسلة من الأقواس المتلاصقة.
حجر العقد (Keystone) هو حجر على شكل اسفين لإنجاز وظيفة هيكلية ، يوضع في الجزء العلوي من العقد أو القوس. حيث يتحمل جزءًا كبيرًا من وزن القوس ويحوله إلى الأعمدة الجانبية. وقد كان الأتروسكان (Etruscan ) هم المخترعون لحجر العقد، حيث كانوا أول شعب في البحر الأبيض المتوسط الذين استخدموه في البناء. وتعلم الرومان التقنية منهم واستخدموها بشكل ماهر في أعمال مثل الكولوسيوم والقنوات المائية. وفي العمارة الرومانية، يحتوي حجر العقد في كثير من الأحيان على زخرفة، خاصةً في أقواس النصر، والتي تكون بارزة أكثر من تلك الموجودة في باقي الأحجار التي تشكل القوس.

## صور

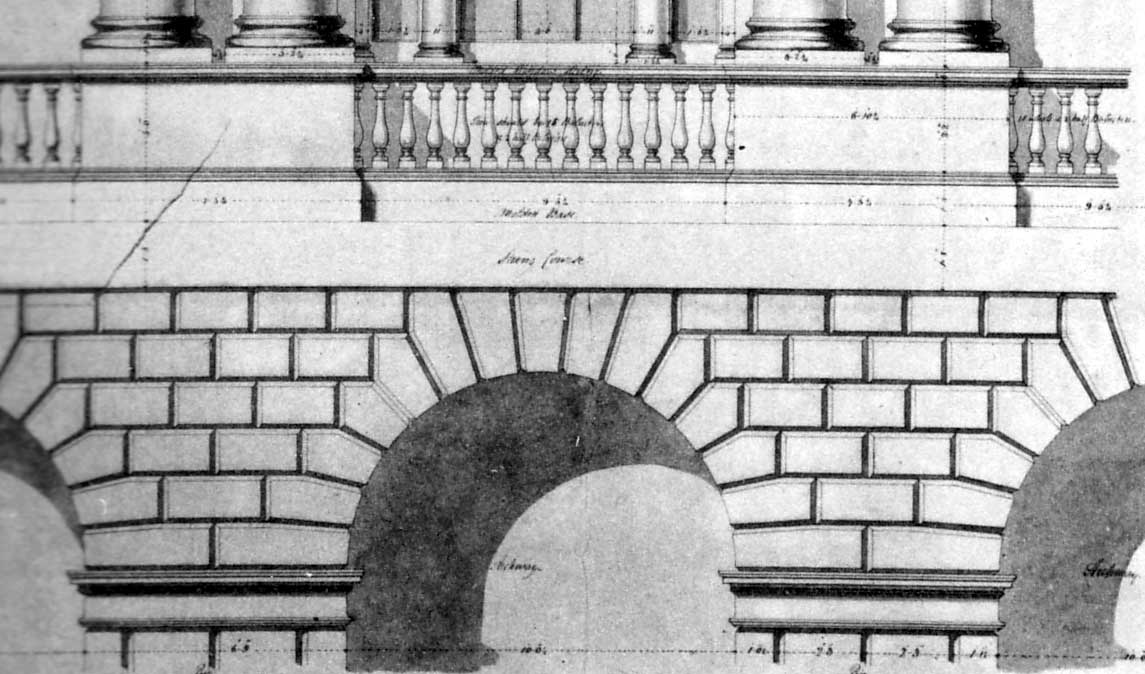
حجر العقد ضمن لبنة العقد لقوس
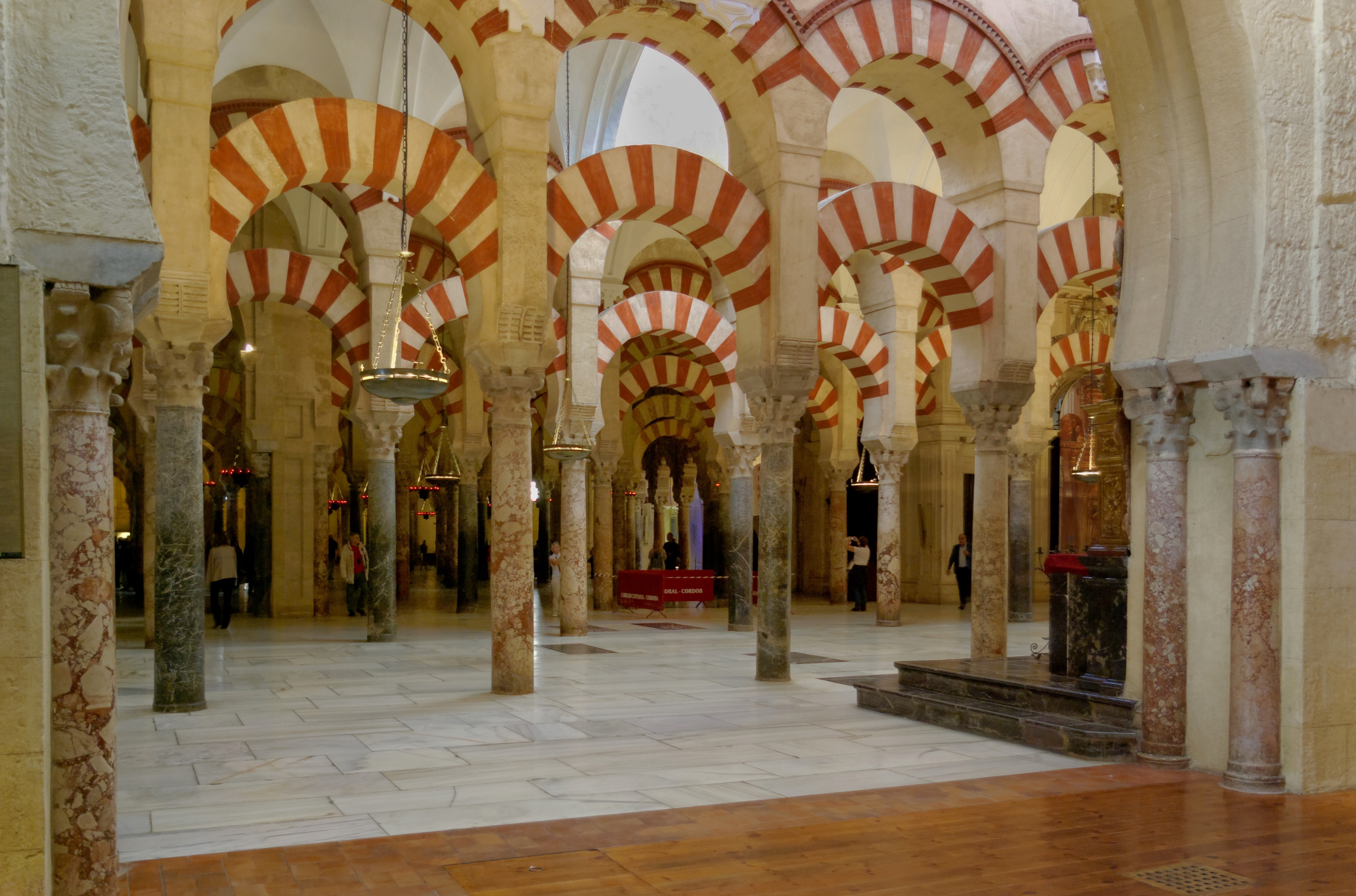
أقواس في جامع قرطبة
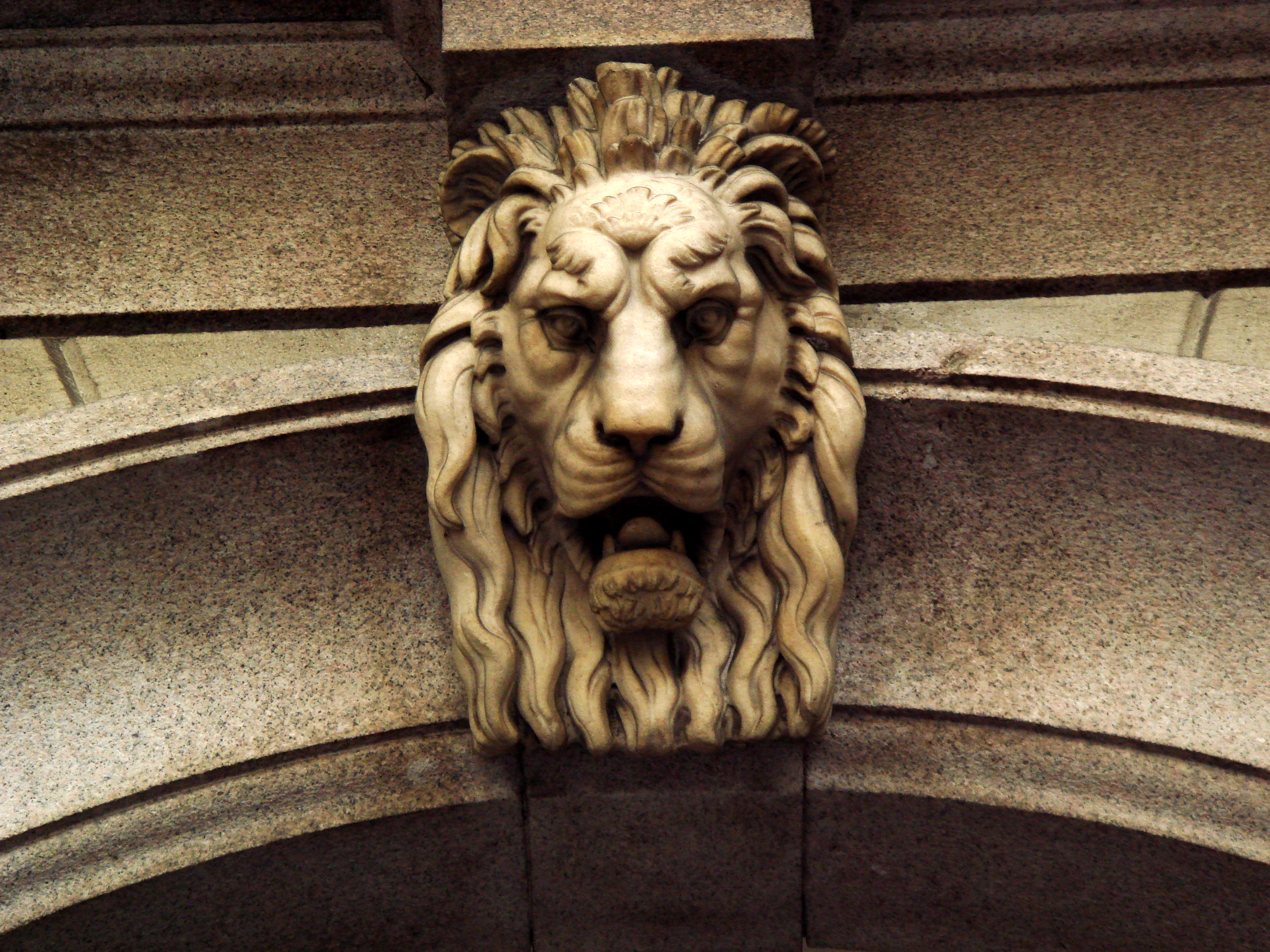
حجر العقد في ميلانو
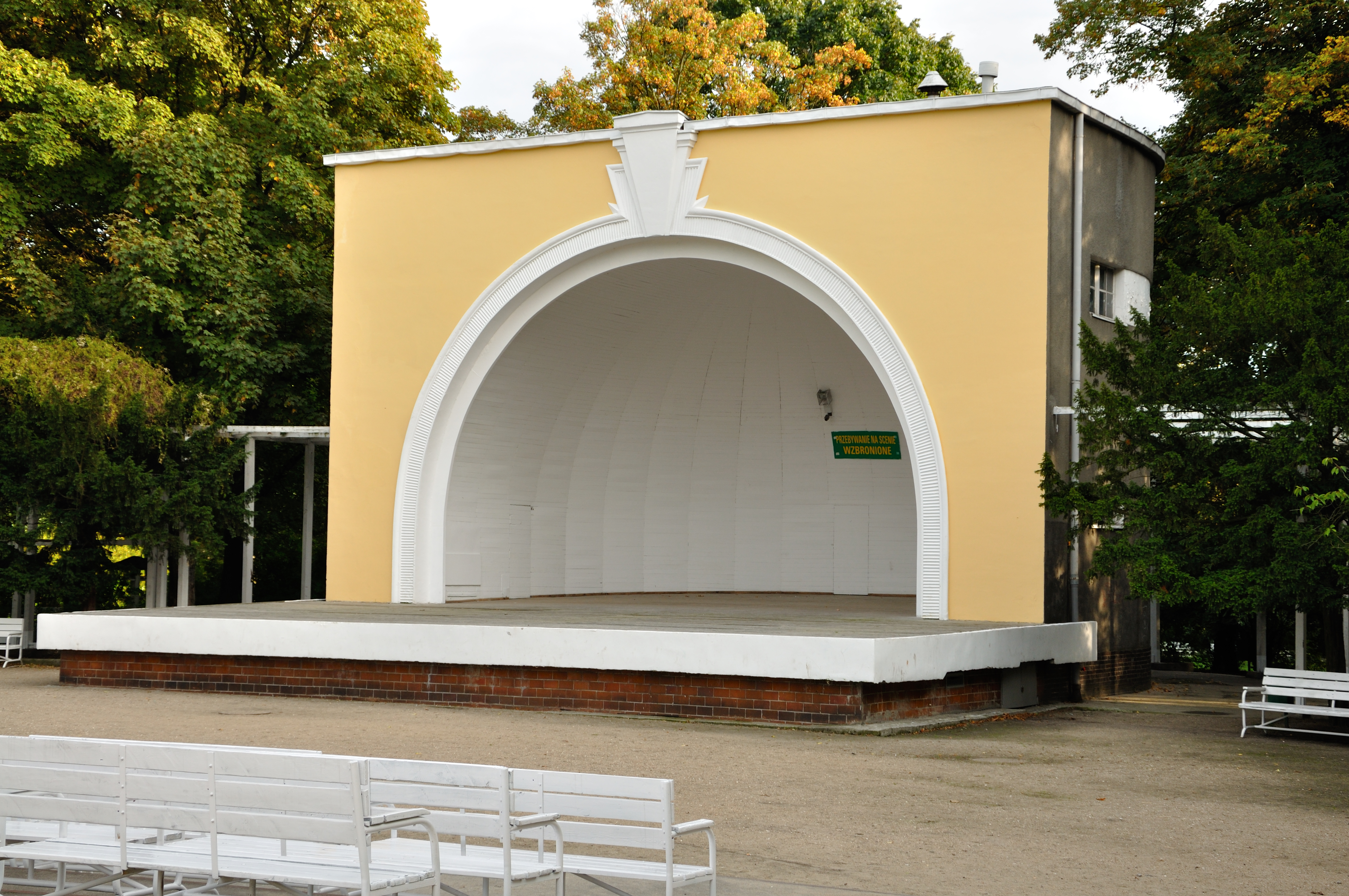
حجر العقد لقبو

## انظر أيضًا

والتر غروبيوس يقف أمام بوابة جامعة بغداد، والتي صممها دون الاعتماد على حجر العقد.

## وصلات خارجية
- فيديو يوضح أجزاء قوس البناء بشكل ثلاثي الأبعاد